# Kordíky
Kordíky – wieś (obec) na Słowacji położona w kraju bańskobystrzyckim, w powiecie Bańska Bystrzyca. Pierwsze wzmianki o miejscowości pochodzą z roku 1690.
Według danych z dnia 31 grudnia 2010, wieś zamieszkiwało 340 osób.
W 2001 roku rozkład populacji względem narodowości i przynależności etnicznej wyglądał następująco:
- Słowacy – 98,40%
- Węgrzy – 0,80%